# جغرافيا السويد

تقع السويد في شمال أوروبا، غرب بحر البلطيق وخليج بوتنيا، ولها شريط ساحلي طويل، وتشكل الجزء الشرقي من شبه جزيرة إسكندنافيا. تقع في الغرب سلسلة الجبال الإسكندنافية (سكانديرنا)، التي تفصل بين السويد والنرويج. بينما تقع فنلندا إلى الشمال الشرقي. تمتلك السويد حدوداً بحرية مع الدنمارك وألمانيا وبولندا وروسيا وليتوانيا ولاتفيا وإستونيا، وترتبط أيضاً بالدنمارك في الجنوب الغربي عبر جسر أوريسند.
تحتل السويد الجانب الشرقي من شبه الجزيرة الإسكندينافية. والحدود الفاصلة بينها وبين النرويج تتشكل من التلال في أجزاء منها بعض الجبال. تنحدر الأرض بصورة تدريجية باتجاه خليج بوثنيا وبحر البلطيق شرقًا. السواحل السويدية الطويلة سواحل رملية في الجنوب ومنحدرات صخرية في أجزاء من الغرب والشمال. وهناك مجموعات جزر صغيرة عديدة تقع بعيدًا عن الساحل، وأكبر جزر السويد هي يوتلاند.السويد تحتل المركز الخامس والخمسين عالمياً من حيث المساحة (449,964 كم2)  والرابعة في أوروبا (باستثناء روسيا الأوروبية)، وهي أكبر دولة في شمال أوروبا. تقع أدنى نقطة في السويد في خليج بحيرة هامارسيون بالقرب من كريستيانستاد عند 2.4 م تحت مستوى سطح البحر. بينما أعلى نقطة هي كيبنيكايسه عند 2111 م فوق مستوى سطح البحر.

## المناخ
يظهر الجدول التالي التغييرات المناخية على مدار السنة لجغرافيا السويد:
| البيانات المناخية لـجغرافيا السويد | البيانات المناخية لـجغرافيا السويد | البيانات المناخية لـجغرافيا السويد | البيانات المناخية لـجغرافيا السويد | البيانات المناخية لـجغرافيا السويد | البيانات المناخية لـجغرافيا السويد | البيانات المناخية لـجغرافيا السويد | البيانات المناخية لـجغرافيا السويد | البيانات المناخية لـجغرافيا السويد | البيانات المناخية لـجغرافيا السويد | البيانات المناخية لـجغرافيا السويد | البيانات المناخية لـجغرافيا السويد | البيانات المناخية لـجغرافيا السويد | البيانات المناخية لـجغرافيا السويد |
| الشهر                              | يناير                              | فبراير                             | مارس                               | أبريل                              | مايو                               | يونيو                              | يوليو                              | أغسطس                              | سبتمبر                             | أكتوبر                             | نوفمبر                             | ديسمبر                             | المعدل السنوي                      |
| ---------------------------------- | ---------------------------------- | ---------------------------------- | ---------------------------------- | ---------------------------------- | ---------------------------------- | ---------------------------------- | ---------------------------------- | ---------------------------------- | ---------------------------------- | ---------------------------------- | ---------------------------------- | ---------------------------------- | ---------------------------------- |
| الدرجة القصوى °م (°ف)              | 11.0 (51.8)                        | 16.2 (61.2)                        | 20.9 (69.6)                        | 28.8 (83.8)                        | 32.8 (91.0)                        | 38.0 (100.4)                       | 38.0 (100.4)                       | 36.2 (97.2)                        | 28.3 (82.9)                        | 23.2 (73.8)                        | 16.5 (61.7)                        | 13.2 (55.8)                        | 38.0 (100.4)                       |
| أدنى درجة حرارة °م (°ف)            | −49.4 (−56.9)                      | −52.6 (−62.7)                      | −45.8 (−50.4)                      | −36.5 (−33.7)                      | −22.2 (−8.0)                       | −5.5 (22.1)                        | −4.0 (24.8)                        | −8.5 (16.7)                        | −13.1 (8.4)                        | −30 (−22)                          | −39.0 (−38.2)                      | −48.9 (−56.0)                      | −52.6 (−62.7)                      |
| [بحاجة لمصدر]                      |                                    |                                    |                                    |                                    |                                    |                                    |                                    |                                    |                                    |                                    |                                    |                                    |                                    |